# Рей Черезіно
Ремо Пітер Черезіно (англ. Ramo Peter (Ray) Ceresino, 24 квітня 1929, Порт-Артур, Онтаріо — 1 травня 2015, Сан-Дієго) — канадський хокеїст, що грав на позиції крайнього нападника.

## Ігрова кар'єра
Професійну хокейну кар'єру розпочав 1947 року.
Клубну ігрову кар'єру, що тривала 11 років, провів, захищаючи кольори команди «Торонто Мейпл-Ліфс» та низки команд нижчих північноамериканських ліг.
Усього провів 12 матчів у НХЛ.